# Euthenia

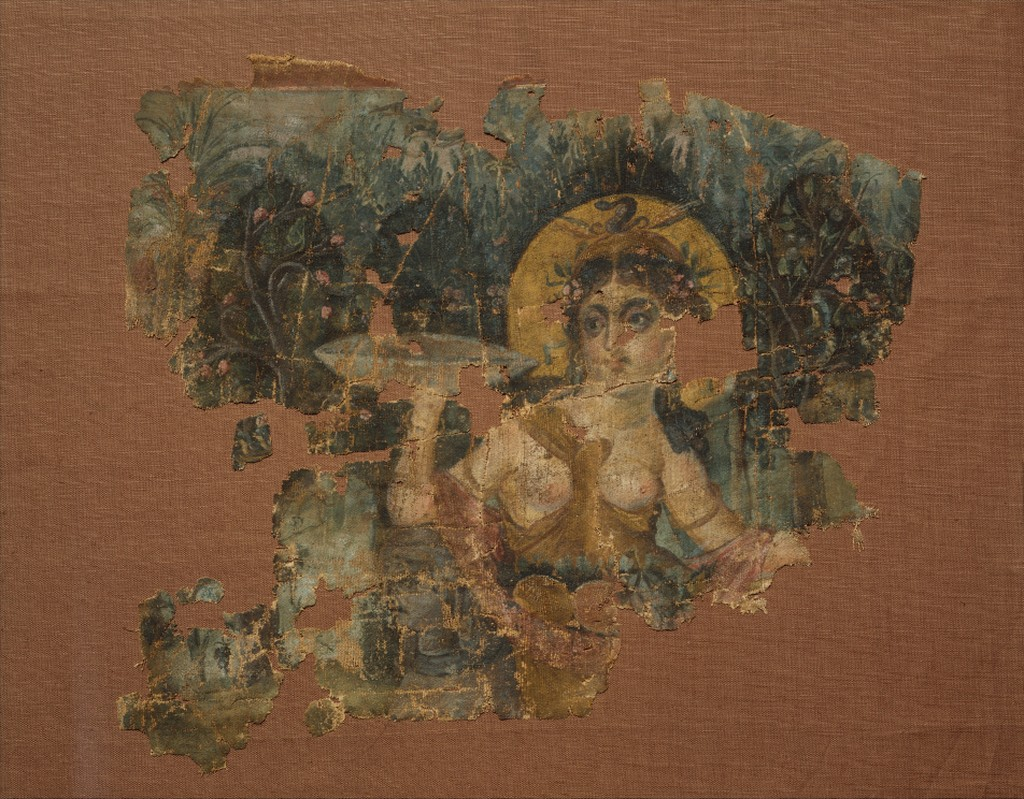
Euthenia într-o grădină, secolul I, Akhmim (Khemmis, Panopolis), Egipt.

Euthenia era spiritul grecesc feminin pentru prosperitate. Opusul ei era Penia, și surorile ei erau Eucleia, Philophrosyne și Eupheme. Alături de frații ei, a fost privită ca un membru al caritelor tinere. Conform fragmentelor din Orphic, părinții ei erau Hefest și Aglaea . 